# Siegfried Kötscher
Siegfried Karl Hermann Kötscher (genannt auch Kötscher Friede) (geb. am 20. Februar 1886 in Weimar; gest. am 5. Dezember 1954 ebenda) war ein deutscher Maler und Graphiker sowie ein Weimarer Stadtoriginal.

## Leben und Werk
Er war Schüler der Kunsthochschule in Weimar und wohnhaft in der Belvederer Allee 60. Seine Fassaden- und Wandmalereien, die größtenteils übermalt sind, trugen zum volkstümlichen Weimarbild bei. Darunter waren Wald- und Jagdszenen am Haus Geleitstraße 9, wo die Büchsenmachermeister Georg und Alfred Seelig ansässig waren. Er hatte in zahlreichen Gaststätten gemalt, so in der "Scharfen Ecke" in der Geleitstraße, im Hotel "Chemnitius" (Nachtwächtermotive) und im Bahnhofswartesaal. Erhalten geblieben sind seine Wandbilder im Vereinshaus „Zur Linde“ in Ehringsdorf. Dort ist der Ehringsdorfer Urmensch das Thema. Diese Bilder wurden von Norbert Gladis restauriert. Seine Tätigkeiten in den Lokalen brachten ihm den Beinamen Kneipen-Raffael ein.